# Adolfina
Adolfina är den feminina formen av det tyska namnet Adolf. Det är sammansatt av ord som betyder ädel och varg. En variant av namnet är Adolfine eller Adolphine.
Den 31 december 2017 fanns det totalt 59 kvinnor folkbokförda i Sverige med namnet Adolfina, varav endast två kvinnor bar det som tilltalsnamn. Motsvarande siffror för Adolfine/Adolphine var 17 respektive 6.
Namnsdag i Sverige: saknas (1986-1992: 23 juni)

Namnsdag i Finland (finlandssvenska namnlängden): saknas